# Enningdalsälven
Enningdalsälven är en älv som avvattnar Norra Bullaresjön till Idefjorden. På norska sidan heter älven Enningdalselva. Efter utloppet ur Bullaresjön är älven gränsälv mellan Sverige och Norge i cirka 1 100 m. Sedan rinner den vidare på norskt område fram till utloppet i Idefjorden.

## Älvens lopp
Enningdalsälven, nedanför Rødsvannet även kallat Berbyelva, ligger söder om Haldens kommun i Østfold fylke. Den rinner genom Enningdalen, från Bullaresjöarna i Sverige till Idefjorden och är 13,8 kilometer lång. En kort sträcka av ån, mellan Elgåfossen och gränsövergången vid  Vassbotten (Sverige) och Holtet (Norge), utgör riksgränsen mot Sverige. Vid gränsövergången är medelvattenföringen 10 m³/s.
Enningdalsälvens avrinningsområde omfattar ett stort område i gränstrakterna mellan Sverige och Norge. I Sverige finns avrinningsområdet inom Dals-Eds, Munkedals, Tanums och Strömstads kommuner. I Norge omfattar avrinningsområdet Haldens och Aremarks kommuner. Det totala avrinningsområdet är 782 km².
Den övre delen av vattendraget har flera källälvar. Den östligaste älven kommer från skogsområdena söder om Lundeheia (271 meter över havet) i Aremark, varifrån bäcken rinner söderut till Södra Boksjön (166 m ö.h.) på gränsen till Sverige. I väster har vattendraget två huvudbiflöden, ett från gränstrakterna mellan Halden och Aremark i norr och ett från skogsområdena i Halden i väster. Dessa två bifloder slutar båda i Nordre Boksjø (173 m ö.h.) på gränsen mellan Halden och Aremark.
Inom avrinningsområdet finns bland annat sjösystemen Boksjöarna, Kornsjöarna och Bullaresjöarna.
Kornsjöarna avvattnas genom Kynne älv till Södra Bullaresjön.

## Vilda djur och växter
Den nedre delen av älven med bräckvattenområdet i Idefjorden är särskilt rik på fisk. Älven har ett eget laxbestånd och här finns även europeisk ål. Ålfisket var tidigare av stor betydelse, men ålen är nu fridlyst. Laxfisket är fortfarande bra.
Enningdalälven har också en mycket livskraftig population av sötvattensmusslor. Detta gav tidigare underlag för pärlfiske, men även flodpärlmusslan är nu fridlyst.
I älven finns en stor mångfald av arter. Cirka 150 fågelarter, varav 94 häckande, däribland kungsfiskare och de rödlistade arterna kungsörn, bivråk, salskrake, nattskärra och törnskata. Här finns även utter, mård, iller och lodjur. Det finns också ett antal rödlistade arter av ryggradslösa djur.